# Equips de l'Eurocopa 2024
Els equips de l'Eurocopa 2024 són les seleccions nacionals de futbol que van participar en la 17a edició del Campionat d'Europa de Futbol, organitzat per la UEFA.

## Grup B

### Espanya
Gerent: Luis de la Fuente
L'equip d'Espanya va anunciar un equip preliminar de 29 jugadors el 27 de maig de 2024. El 7 de juny de 2024 es va confirmar la convocatòria definitiva, amb la manca de Pau Cubarsí, Aleix García i Marcos Llorente.
| Dorsal | Posició | Jugador          | Data de naixement/edat     | Comunitat | Partits | Gols | Club                     |
| ------ | ------- | ---------------- | -------------------------- | --------- | ------- | ---- | ------------------------ |
| 1      | GK      | David Raya       | 15 Setembre 1995 (28 anys) |           | 5       | 0    | Arsenal                  |
| 2      | DF      | Dani Carvajal    | 11 Gener 1992 (32 anys)    |           | 44      | 0    | Real Madrid              |
| 3      | DF      | Robin Le Normand | 11 Novembre 1996 (27 anys) |           | 11      | 1    | Real Sociedad            |
| 4      | DF      | Nacho            | 18 Gener 1990 (34 anys)    |           | 25      | 1    | Real Madrid              |
| 5      | DF      | Daniel Vivian    | 5 Juliol 1999 (24 anys)    |           | 2       | 0    | Athletic Bilbao          |
| 6      | MF      | Mikel Merino     | 22 Juny 1996 (27 anys)     |           | 21      | 1    | Real Sociedad            |
| 7      | FW      | Álvaro Morata    | 23 Octubre 1992 (31 anys)  |           | 73      | 35   | Atlético Madrid (capità) |
| 8      | MF      | Fabián Ruiz      | 3 Abril 1996 (28 anys)     |           | 23      | 2    | Paris Saint-Germain      |
| 9      | FW      | Joselu           | 27 Març 1990 (34 anys)     |           | 11      | 5    | Real Madrid              |
| 10     | FW      | Dani Olmo        | 7 Maig 1998 (26 anys)      |           | 33      | 8    | RB Leipzig               |
| 11     | FW      | Ferran Torres    | 29 Febrer 2000 (24 anys)   |           | 41      | 19   | Barcelona                |
| 12     | DF      | Álex Grimaldo    | 20 Setembre 1995 (28 anys) |           | 4       | 0    | Bayer Leverkusen         |
| 13     | GK      | Álex Remiro      | 24 Març 1995 (29 anys)     |           | 1       | 0    | Real Sociedad            |
| 14     | DF      | Aymeric Laporte  | 27 Maig 1994 (30 anys)     |           | 29      | 1    | Al Nassr                 |
| 15     | MF      | Álex Baena       | 20 Juliol 2001 (22 anys)   |           | 3       | 1    | Villarreal               |
| 16     | MF      | Rodri            | 22 Juny 1996 (27 anys)     |           | 50      | 3    | Manchester City          |
| 17     | FW      | Nico Williams    | 12 Juliol 2002 (21 anys)   |           | 14      | 2    | Athletic Bilbao          |
| 18     | MF      | Martín Zubimendi | 2 Febrer 1999 (25 anys)    |           | 6       | 0    | Real Sociedad            |
| 19     | FW      | Lamine Yamal     | 13 Juliol 2007 (16 anys)   |           | 7       | 2    | Barcelona                |
| 20     | MF      | Pedri            | 25 Novembre 2002 (21 anys) |           | 20      | 2    | Barcelona                |
| 21     | FW      | Mikel Oyarzabal  | 21 Abril 1997 (27 anys)    |           | 30      | 11   | Real Sociedad            |
| 22     | DF      | Jesús Navas      | 21 Novembre 1985 (38 anys) |           | 53      | 5    | Sevilla                  |
| 23     | GK      | Unai Simón       | 11 Juny 1997 (27 anys)     |           | 40      | 0    | Athletic Bilbao          |
| 24     | DF      | Marc Cucurella   | 22 Juliol 1998 (25 anys)   |           | 4       | 0    | Chelsea                  |
| 25     | MF      | Fermín López     | 11 Maig 2003 (21 anys)     |           | 1       | 0    | Barcelona                |
| 26     | FW      | Ayoze Pérez      | 29 Juliol 1993 (30 anys)   |           | 1       | 1    | Real Betis               |